# 泰宁尚书第建筑群
26°54′06″N 117°10′21″E / 26.9016°N 117.1726°E
泰宁尚书第建筑群位于中华人民共和国福建省三明市泰宁县尚书街，由尚书第和世德堂两组民居建筑组成。泰宁尚书第于1988年被列为第三批全国重点文物保护单位，世德堂于2001年公布第五批全国重点文物保护单位时与泰宁尚书第合并称为“泰宁尚书第建筑群”。
尚书第是明天启年间兵部尚书李春烨的府第，建于万历末年至天启年间。整体建筑坐西朝东，南北长80余米，东西宽50余米，共有五幢院落，俗称五福堂，每个院落均为三进。
世德堂为陈氏民居，六幢并列，占地6000与平方米，为明代早、中期建筑。其旁尚有李氏宗祠、梁氏民居、江氏民居等清代建筑。